# ردکی
ردکی (به لهستانی:  Redyki) یک روستا در لهستان است که در گمینا دوبنگنکی واقع شده‌است.